# 보일-샤를의 법칙

보일-샤를의 법칙은 기체의 압력·온도·부피 사이의 관계를 나타내는 기체 법칙으로, 보일의 법칙, 샤를의 법칙, 게이뤼삭의 법칙을 종합한 것이다.
{\displaystyle {\frac {P_{1}V_{1}}{T_{1}}}={\frac {P_{2}V_{2}}{T_{2}}}}
이것과 아보가드로의 법칙을 종합하면 이상기체 상태방정식이 나온다

## 같이 보기
- 보일의 법칙
- 샤를의 법칙
- 아보가드로의 법칙